# Keratyny
Keratyny – grupa nierozpuszczalnych w wodzie białek fibrylarnych wytwarzanych przez keratynocyty w procesie keratynizacji. Występują w formie miękkiej lub twardej. W komórkach nabłonkowych człowieka zidentyfikowano dwadzieścia izoform cytokeratyn o masie cząsteczkowej od 40 do 70 kDa, natomiast w komórkach innych ssaków wykazano około dziesięciu izoform tzw. keratyn twardych, obecnych w wytworach naskórka: piórach, wełnie, rogach, paznokciach i innych. Z keratyny zbudowany jest zrogowaciały naskórek ssaków.
Keratyny są białkami hydrofobowymi, o wysokiej odporności na czynniki fizyczne i chemiczne, a także na działanie typowych enzymów proteolitycznych. Białka keratynowe cechują się wysoką zawartością aminokwasów siarkowych: cysteina (17%) metionina (0,5%). Cytokeratyny stanowią największą i najbardziej zróżnicowaną grupę filamentów pośrednich, wchodzącą w skład cytoszkieletu komórkowego. Podjednostki keratyn zbudowane są według wspólnego planu. Wyróżnia się w nich alfa-helisową domenę centralną oraz globularne domeny N- i C- terminalne. Domena centralna, mająca wysoce konserwatywny charakter, składa się z 310–315 reszt aminokwasowych. Domeny N- i C-terminalne cytokeratyn liczą od 15 do 30 reszt. 
Podjednostki keratyn asocjując w struktury wyższego rzędu tworzą kolejno: dimery, protofilamenty, protofibryle, a w końcu filamenty pośrednie.
W przeciwieństwie do cytokeratyn, keratyny "twarde" są strukturami dwufazowymi, w których włókna keratyny są zatopione w bezpostaciowej macierzy zbudowanej z białek o dużej zawartości siarki.
Enzymy proteolityczne zdolne do hydrolizy keratyny, to występujące u kręgowców kaspazy degradujące cytokeratyny lub syntetyzowane przez mikroorganizmy keratynazy.
Tylko nieliczne grzyby saprotroficzne mają zdolność rozkładu keratyny. Należy do nich rogowniczka końska i rogowniczka ptasia.